# Voivodeni (Mureș)
Voivodeni (veraltet Sânioana oder Sântioana; deutsch Johannisdorf ungarisch Vajdaszentivány) ist eine Gemeinde im Kreis Mureș in der Region Siebenbürgen in Rumänien.
Der Ort ist auch unter der deutschen Bezeichnung Johannesdorf und der ungarischen Szentivány bekannt.

## Geographische Lage

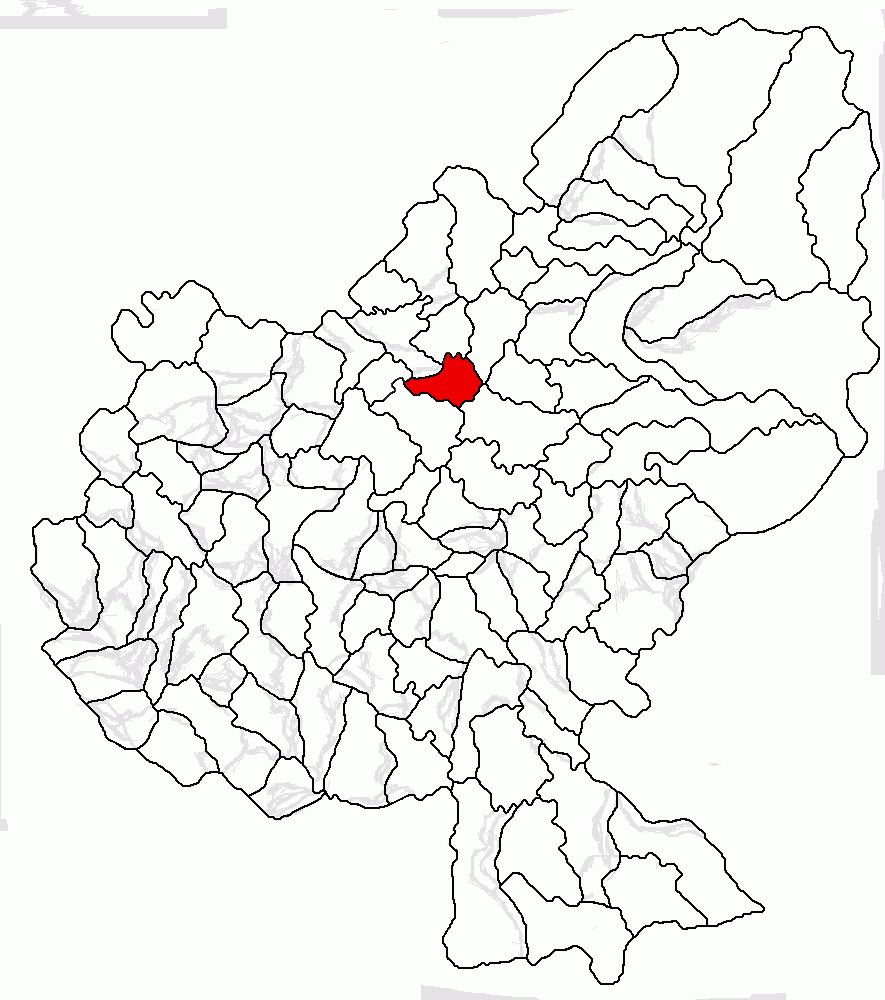
Lage der Gemeinde Voivodeni im Kreis Mureș

Die Gemeinde Voivodeni liegt im Süden der Siebenbürgischen Heide (Câmpia Transilvaniei), Teil des Siebenbürgischen Beckens. Am Bach Luț – ein rechter Zufluss des Mureș (Mieresch) – und der Kreisstraße (drum județean) DJ 154J befindet sich der Ort Voivodeni 13 Kilometer südwestlich von der Stadt Reghin (Sächsisch-Regen) und 23 Kilometer nördlich von der Kreishauptstadt Târgu Mureș (Neumarkt am Mieresch).

## Geschichte
Der Ort Voivodeni wurde 1332 erstmals urkundlich erwähnt.
Eine Besiedlung der Region wird nach archäologischen Grabungen, zwei Kilometer nördlich des Ortes Voivodeni auf der Anhöhe genannt Benghát (374 m), in die Bronze- und Hallstattzeit datiert. Archäologische Funde des Ortes befinden sich im Brukenthal-Museum in Hermannstadt. Ebenfalls sind südlich des Ortes, bei von den Einheimischen genannt La comoară, Ruinen die in die Römerzeit deuten und eine Römerstraße vermerkt.
Auf dem Gebiet des eingemeindeten Dorfes Toldal (ungarisch Toldalag) sind Funde einer römischen Siedlung im Bereich des Gebäudes der landwirtschaftlichen Produktionsgenossenschaft vermerkt.
Im Königreich Ungarn gehörte der Ort dem Stuhlbezirk Régen alsó („Unter-Regen“) in der Gespanschaft Maros-Torda anschließend dem historischen Kreis Mureș und ab 1950 dem heutigen Kreis Mureș an.

## Bevölkerung
Die Bevölkerung der Gemeinde Voivodeni entwickelte sich wie folgt:
| 1850 | 1.991 | 739 | 948   | 11 | 293            |
| 1920 | 2.607 | 964 | 1.582 | 8  | 53             |
| 1941 | 2.833 | 762 | 1.994 | 22 | 55             |
| 2002 | 1.957 | 622 | 1.174 | 3  | 158            |
| 2011 | 1.756 | 499 | 1.056 | 3  | 198            |
| 2021 | 1.575 | 444 | 867   | 2  | 262 (173 Roma) |

Seit 1850 wurde auf dem Gebiet der heutigen Gemeinde die höchste Einwohnerzahl (2.849) 1956 registriert. Die höchste Anzahl der Magyaren wurde 1941, die der Rumänen (1.019) 1966, der Roma (263) 1930 und die der Rumäniendeutschen wurde 1941 ermittelt.

## Sehenswürdigkeiten
- Im Gemeindezentrum die reformierte Kirche[8] im 15. Jahrhundert errichtet, im 18. Jahrhundert umgebaut und das Landhaus der ungarischen Adelsfamilie Zichy im 18. Jahrhundert errichtet,[9] stehen unter Denkmalschutz.[6]
- Auf dem Areal des eingemeindeten Dorfes sind mehrere Seen, Lacul Sate, wo Fischfang betrieben werden kann.[10]

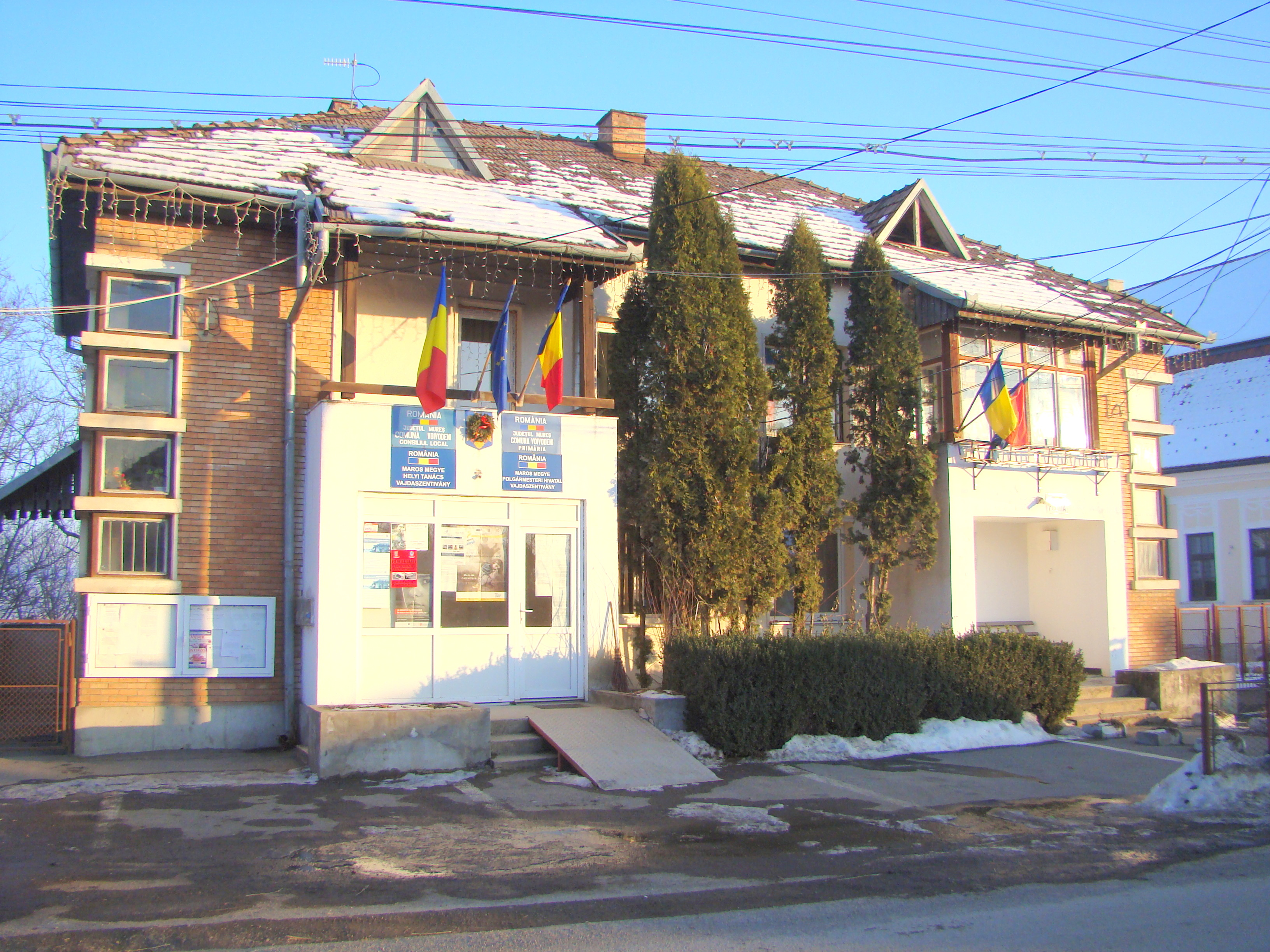
Rathaus der Gemeinde
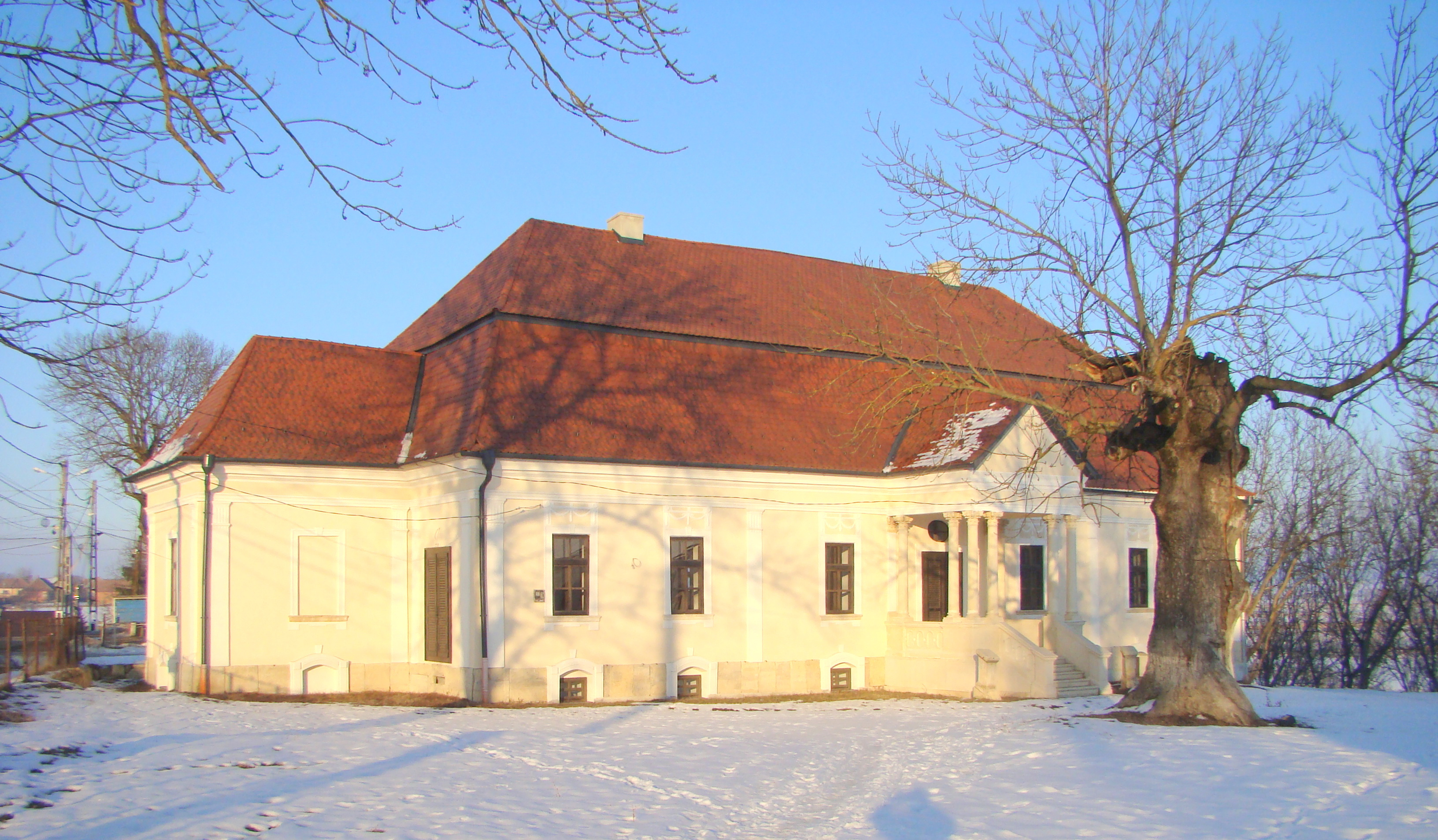
Landhaus Zichy
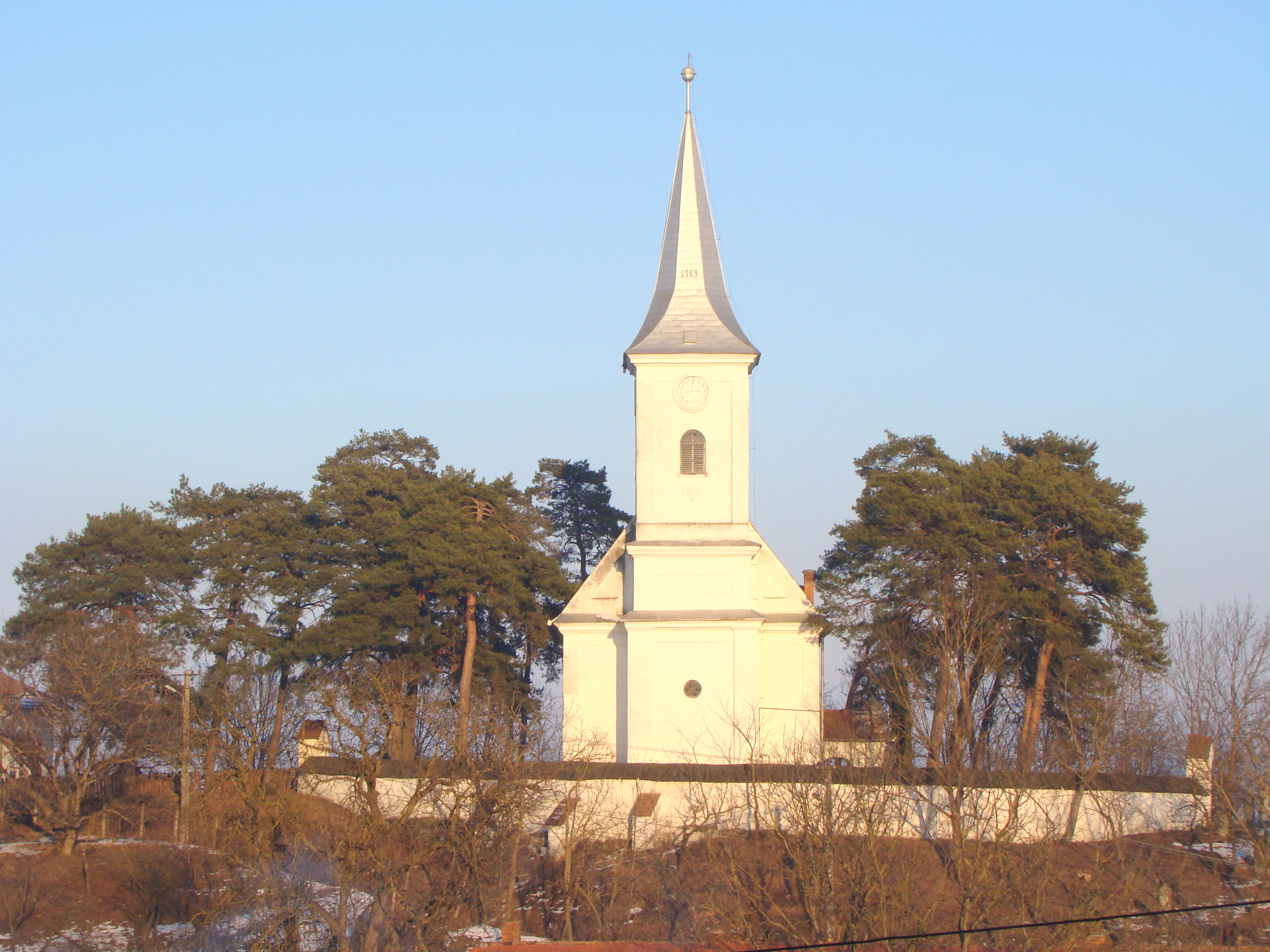
Reformierte Kirche
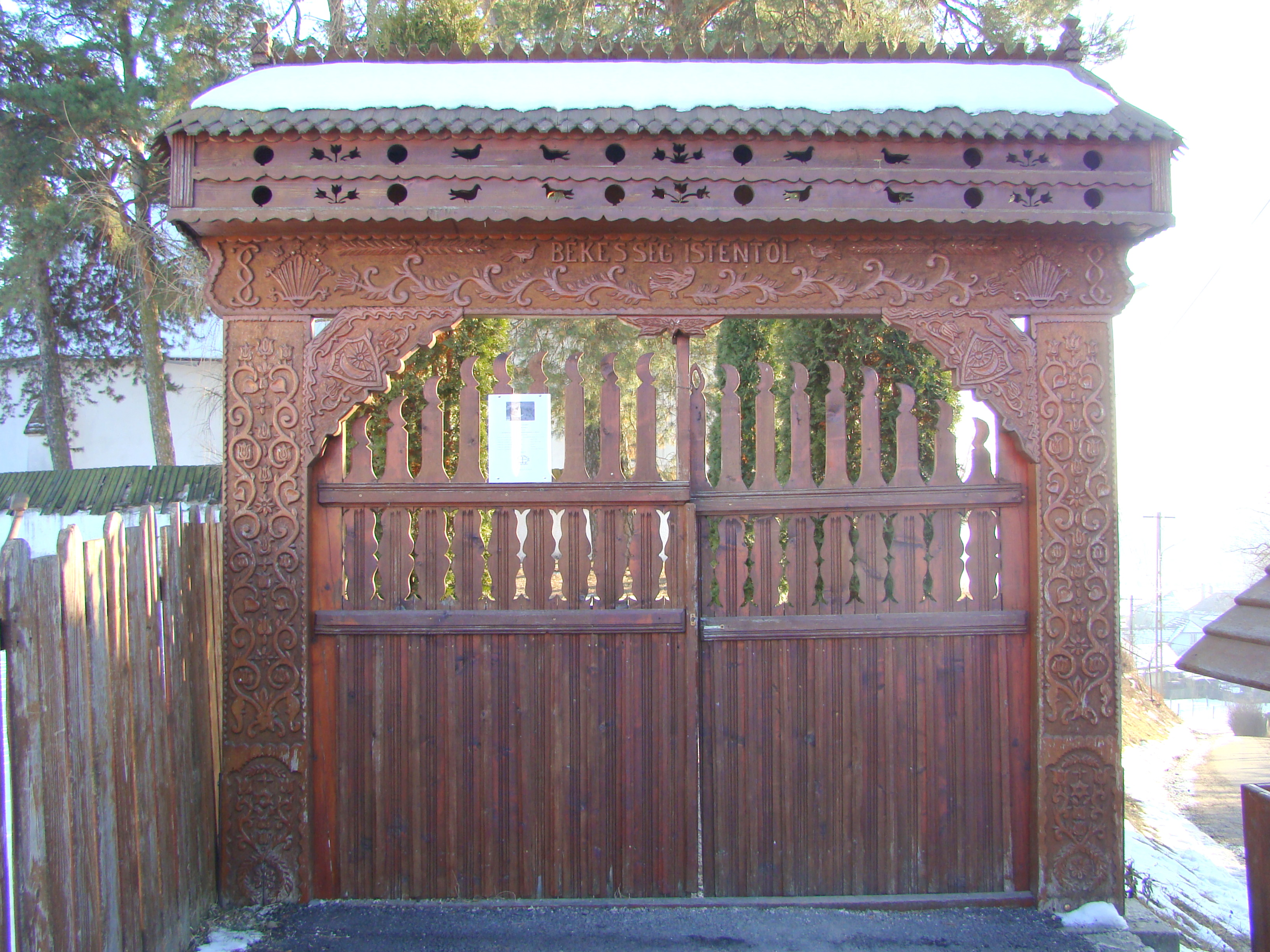
Eingangstor der reformierten Kirche